# Jan Skudlarek
Jan Skudlarek (* 1986 in Hamm) ist ein deutscher Autor und Lyriker.

## Leben und Wirken
Skudlarek wuchs in Nordrhein-Westfalen und Spanien auf und siedelte 1995 mit seinen Eltern nach Mallorca um. Er absolvierte 2003 in Hamm das Abitur. 2004 nahm er das Studium der Philosophie und Hispanistik an der Westfälischen Wilhelms-Universität in Münster und an der Universität Madrid auf und legte 2010 das erste Staatsexamen für das Lehramt an Gymnasien ab. 2015 promovierte er an der Westfälischen Wilhelms-Universität in Münster bei Oliver R. Scholz zum Thema Relationale Intentionalität. Eine sozialontologische Untersuchung gemeinsamer Absichten.
Seit 2007 ist er literarisch tätig und erhielt den Literaturförderpreis 2008 der Gesellschaft zur Förderung der Westfälischen Kulturarbeit. Seit 2008 veröffentlichte er einzelne Gedichte und Gedichtgruppen in Literaturzeitschriften und Anthologien, u. a. in der Neuen Rundschau, randnummer, Edit und in Versnetze_drei. Das Lyrikheft erloschene finger erschien 2010 in der parasitenpresse. Im November 2010 war Skudlarek Finalist beim 18. Open Mike der Literaturwerkstatt Berlin und Endrundenteilnehmer des Literarischen März 2011 in Darmstadt. 2011 erhielt er den Westfälischen Förderpreis zum Ernst-Meister-Preis für Lyrik und 2016 den Postpoetry Award des Landes NRW.
2017 erschien Skudlareks erstes Sachbuch Der Aufstieg des Mittelfingers im Rowohlt Verlag. 2019 legte er ein weiteres philosophisches Sachbuch vor: Wahrheit und Verschwörung, erschienen bei Reclam.
Jan Skudlarek ist Mitgründer des PEN Berlin. Er lebt in Berlin.

## Schriften
Monographien (Philosophie)
- Wenn jeder an sich denkt, ist nicht an alle gedacht. Streitschrift für ein neues Wir. Klett-Cotta, Berlin 2023, ISBN 978-3-608-50178-0
- Der Aufstieg des Mittelfingers. Warum die Beleidigung heute zum guten Ton gehört. Rowohlt, Reinbek 2017, ISBN 978-3-499-63299-0.
- Wahrheit und Verschwörung. Wie wir erkennen, was echt und wirklich ist. Reclam, Ditzingen 2019, ISBN 978-3-15-011199-4.

Monographien (Lyrik)
- erloschene finger. Gedichte. Parasitenpresse, Köln 2010, OCLC 699705875.[9][10]
- Elektrosmog. Gedichte. Luxbooks, Wiesbaden 2013, ISBN 978-3-939557-74-6.
- Du hast Lippen wie Mozart. Gedichte. SuKuLTuR, Berlin 2016, ISBN 978-3-95566-061-1.

Beiträge in Anthologien und Zeitschriften (Auswahl)
- Adrian Kasnitz und Christoph Wenzel (Hrsg.): Westfalen, sonst nichts?: eine Anthologie, Reihe Edition [SIC] Nr. 2, [SIC]-Literaturverlag und Parasitenpresse, Aachen, Zürich und Köln 2012
- Stephan Porombka (Hrsg.): Flarf Berlin 95 Netzgedichte. Verlag Edition Pæchterhaus, Hildesheim 2012
- Axel Kutsch (Hrsg.): Versnetze_drei, Verlag Ralf Liebe, Weilerswist 2010
- Christoph Buchwald und Uljana Wolf (Hrsg.): Jahrbuch der Lyrik, Verlag S. Fischer, Frankfurt am Main 2009
- Literaturzeitschriften: randnummer literaturhefte, Heft 5 (2012), BELLA triste, Heft 31 (2011), SIC – Zeitschrift für Literatur: Heft 4 (2010),[11] Kritische Ausgabe Nr. 19 (2010), Edit. Heft 52 (2010), Neue Rundschau 2009/4[12]

## Übersetzungen
- Peter Gizzi: Totsein ist gut in Amerika: Ausgewählte Gedichte. Zweisprachig. Aus dem Amerikanischen von Sylvia Geist, Daniela Seel und Christian Lux. Mit Übersetzungen von Andreas Bülhoff, Simone Kornappel und Jan Skudlarek. Verlag Luxbooks, Wiesbaden 2012, ISBN 978-3-939557-43-2.

## Auszeichnungen
- 2017: Wolfgang-Weyrauch-Förderpreis
- 2015: Stipendium des Berliner Senats
- 2011: Westfälischer Förderpreis zum Ernst-Meister-Preis für Lyrik
- 2008: Literaturförderpreis der Gesellschaft zur Förderung der Westfälischen Kulturarbeit (GWK)[13][8]

## Rezensionen zu Jan Skudlarek
- Florian Barany: Wie kann man die Wirklichkeit erkennen? „Wahrheit und Verschwörung“ von Jan Skudlarek. In: FALTER 12/2019[14]
- Szene Westfalen: Jan Skudlarek zählt zu den erfolgreichsten jungen Dichtern. In: Westfalen Heute. 30. August 2011.[7]
- Angela Sanmann: Jan Skudlarek. (Kommentar zu seinem Gedicht ausgang, zurück), In: Culturmag. Literatur, Musik & Positionen. – Neuer Wort Schatz II (Nr. 17). 18. Januar 2010[12]